# Liancourt-Fosse
Liancourt-Fosse is een gemeente in het Franse departement Somme (regio Hauts-de-France) en telt 236 inwoners (2005). De plaats maakt deel uit van het arrondissement Montdidier.

## Geografie
De oppervlakte van Liancourt-Fosse bedraagt 6,5 km², de bevolkingsdichtheid is 36,3 inwoners per km².
De onderstaande kaart toont de ligging van Liancourt-Fosse met de belangrijkste infrastructuur en aangrenzende gemeenten.

## Demografie
Onderstaande figuur toont het verloop van het inwonertal (bron: INSEE-tellingen).